# Густаф Дален
Нилс Густаф Дален (шведски: Nils Gustaf Dalén, 30. новембар
1869. – 9. децембар 1937) био је шведски индустријалац и добитник Нобелове награде за физику. Добио је Нобелову награду за
физику 1912. године за свој „изум аутоматских регулатора који се користе у
сабирачима плина за осветљавање светионика и пловака”.